# ارتفاع (رياضيات)

لافتة مرورية تبيّن الارتفاع الأقصى المسموح به للمركبة على طريق معيّن.

الارتفاع هو مقياس للمسافة الرأسية، لكن يمكن تعريفها بطريقتين تمثلان الاستخدام الشائع. فيمكن استخدام بكلمة «ارتفاع» للدلالة على «طول» شيء ما، أو على أي بُعد رأسي يوجد شيء ما. فمثلًا، «ارتفاع المبنى 50 مترًا» أو «ارتفاع الطائرة 10,000 م».

## في الرياضيات
في التعاملات البسيطة مع الفراغ، الارتفاع يمكن أن يمثل البُعد الثالث مع البعدين الرئيسيين الطول والعرض. الارتفاع يمثل الإتجاه العمودي على المستوى الذي يتكون الطول والعرض.
يستخدم الارتفاع أيضًا في الرياضيات كمسمى لبعض البديهيات مثل ارتفاع المثلث، والذي يمثل المسافة بين أحد رؤوس المثلث الثلاث والضلع المقابل له.

## في الجيولوجيا
على الرغم من أن استخدام «ارتفاع» يتطلب الإشارة إلى مستوى استدلالي يتم القياس منه، نجد أن غالبية قياسات الارتفاع في عالم الفيزياء تعتمد على مستوى سطح البحر كمرجع صفري يتم القياس منه. عمليًا، مستوى سطح البحر تحت كل قارة يجب أن يحسب من قياسات الجاذبية.

## في الثقافة البشرية
يعتبر الطول البشري واحدًا من مجالات دراسة الأنثروبومترية. فعلى الرغم من أن الفروق في الارتفاع بين سكان الشعب الواحد يعتبر أمر جيني، فإن الاختلافات بين الشعوب وبعضها يتعبر سببها بيئيًا في المقام الأول.
ولقد استخدمت الأمم المتحدة الارتفاع (ضمن إحصائيات أخرى) لمراقبة التغيرات في تغذية الأمم النامية. ففي الشعوب الإنسانية، الطول المتوسط يتحكم به بيانات معقدة عن الميلاد، التربية، المكانة الاجتماعية، النظام الغذائي والعناية الصحية.